# Komik

Titelseite von Helmut Bachmaiers Buch zu Komiktheorie

Komik (gr. komikos, von komos ‚Festzug‘) bezeichnet das Komische und damit menschliches Verhalten oder Sprechen, aber auch Kunstprodukte (wie Texte, Filme oder Zeichnungen), die Gelächter oder Heiterkeit hervorrufen oder hervorrufen wollen. Das zugehörige Adjektiv „komisch“ erfasst den erheiternden Aspekt der Komik nur in Bezugnahme auf literarische (und andere) Texte. In Bezug auf Situationen oder das Verhalten von Interaktionspartnern ist dagegen oft ein distanziertes Unangenehm-Berührt-Sein bei einer derartigen Bewertung nachvollziehbar, besonders wenn Komik sich nicht aus der Situation heraus als sogenannte „Situationskomik“ ergeben hat, ohne beabsichtigt gewesen zu sein. Komik ist eine hochgradig subjektive Bewertung; wenn bei der Bewertung einer Situation eine signifikante Diskrepanz zwischen Beobachtern und Betroffenen vorhanden ist, werden Letztere oft „unfreiwillig komisch“ genannt. Grundsätzlich kann über Komik gesagt werden, dass sie Erwartungshaltungen durchbricht. Die überraschende Konfrontation mit Missverhältnissen oder -verständnissen zeitigt unwillkürliches Lachen.

## Allgemeines
Inhalte und Grenzen der Komik (die sich z. B. in der Frage „Was darf Satire?“ äußern) werden von den ethischen und medialen Vorstellungen einer Gesellschaft bestimmt. Komik kann zur seelischen Entlastung beitragen – man kann ihr aber auch zerstörerische Eigenschaften zuschreiben: Komik kann für ideologische Zwecke (z. B. in der Propaganda) missbraucht werden, sie kann Toleranzgrenzen überschreiten (z. B. in der Satire). Auch das Lachen wird einerseits als positive, egalisierende, andererseits als aggressive, unkontrollierbare Instanz beschrieben. Komik kann besonders durch Parodie menschliche Schwächen aufzeigen und ein kommunikatives Ungleichgewicht produzieren. Komik (oder Komisches) ist in der Literatur, im Theater, im Film und in der bildenden Kunst zu Hause. Musikalische Komik kann auf formaler Ebene, z. B. durch Bruch von Hörerwartungen, durch allgemein heitere Klangeffekte rhythmischer oder melodischer Natur, durch parodistische Verfahren oder durch die Kombination mit außermusikalischen Inhalten, z. B. in den Formen des heiteren Musiktheaters, erzeugt werden. In der Populären Musik werden komische Elemente oft durch Parodien oder Anspielungen auf andere Musik zum Tragen gebracht, so z. B. durchgehend in Eric Idles Beatles-Parodie „The Rutles“ oder Frank Sidebottoms Musikparodien.

## Komiktheorie

Titelseite von Tom Kindts Buch zu Komiktheorie

Komiktheorie bezeichnet die wissenschaftliche Auseinandersetzung mit dem Phänomen der Komik. Komiktheorie ist interdisziplinär angelegt, es können also sowohl literatur- und kulturwissenschaftliche als auch soziologische oder medizinischen Fragestellungen an sie herangetragen werden. Auch die Linguistik interessiert sich für komische Phänomene. Besondere Beachtung verdienen die verschiedenen Diskursfelder des Lachens, des Humors, der Komik allgemein. Robert Gernhardt unterscheidet beispielsweise: „Humor ist eine Haltung, Komik das Resultat einer Handlung. Humor hat man, Komik macht oder entdeckt man“. Dazu gehört auch die Auseinandersetzungen mit den literarischen und anderen künstlerischen Gattungen komischer Provenienz, also z. B. die Komödie, der Witz, der Cartoon, das Kabarett etc. Auch müssen verschiedenen Begriffe und Kategorien wie Ironie, Sarkasmus, Zynismus, Satire, Parodie, Persiflage, Burleske, Groteske, Nonsens etc. voneinander abgegrenzt werden.

### Ausprägungen
Am Beispiel der Komik Heinz Erhardts sieht Friedrich Luft hier „zu mehr als zur Hälfte die Technik der Überraschung, der Verdutzung“ am Werk. Der Zuhörer, der auf ein Ziel, eine Schlussfolgerung gespannt sei, erlebe, wie der komische Sprechende unverhofft die Kurven schlage und ganz woanders lande als es zu erwarten sei. Von daher sei Komik die „Kunst der Düpierung“.
Zum einen sind Kontrasttheorien zu benennen, die v. a. Unterschiede als Auslöser komischer Wirkungen festmachen. Andere Systeme argumentieren mit Umkehrungen, mit der Veränderung von Machtstrukturen, mit sozialen Dimensionen, dem Vexierspiel von Eindrücken, mit Normbrüchen; dem Drang nach Freiheit, der sich in der Komik artikuliert; mit Bewegung und Erstarrung, schnellem Wechsel, Angstgefühlen oder kultureller Zugehörigkeit. Die große Vielfalt der Humorerscheinungen, ihrer Zielrichtungen, Verfahren, Anlässe und Ausdrucksformen erschweren eine Einordnung. Bis heute ist keine umfassende Theorie der Komik (und des Humors) entwickelt worden.

### Geschichte
Die Komiktheorie setzte mit Aristoteles ein, der Komik als eine unschädliche Ungereimtheit auffasst. Er stellt fest, dass das Gelächter nur dem Menschen zukommt und damit ein Alleinstellungsmerkmal ist. Im fünften Kapitel seiner Poetik beschreibt Aristoteles das Komische als Nachahmung eines „mit Hässlichkeit verbundenen Fehlers“ des Denkens, Handelns oder Sprechens, einem „lächerlichen Fehler“. Dies kann auch durch die Verlachung eines moralischen Defekts, also eines abweichenden sozialen Verhaltens geschehen. Er grenzt die Komik damit von der affektiven Wirkung der Tragödie ab. Sein Buch zur Komödie ging verloren (vgl. Der Name der Rose). Bei Horaz finden sich Reflexionen über das Satyrspiel in dem Brief De arte poetica). Im Barock definieren die Regelpoetiken neben Ständeklausel und Fallhöhe auch die Bedingungen für komische Effekte, so z. B. bei Martin Opitz. William Shakespeare steuerte das Diktum bei, dass die Kürze die Seele des Witzes sei. Thomas Hobbes fasst Lachen als Akt der Selbstaffirmation und thematisiert damit Machtverhältnisse zwischen Menschen. Bei Immanuel Kant findet sich eine Definition des Lachens als „Affekt aus der plötzlichen Verwandlung einer gespannten Erwartung in nichts“, KU § 54 (II 190). Jean Paul kritisiert diese Auffassung und setzt den Gegensatz zwischen Lächerlichem und Erhabenem als maßgeblich für komische Effekte. Bei Georg Wilhelm Friedrich Hegel (wie auch bei anderen Philosophen des deutschen Idealismus) wird Komik als Bewusstseinsvorgang verstanden, in dem sich subjektive Freiheit ausdrückt. Arthur Schopenhauer fasst das Komische kontrastiv als „plötzliche Wahrnehmung einer Inkongruenz“, während Friedrich Theodor Vischer einen dialektischen Kontrast zwischen „Idee und sinnlicher Erscheinung“ beschreibt. Von ihm stammen die Sätze „Jeder Witz muss schnell sein“ und die „Tücke des Objekts“. Für Charles Baudelaire ist das Komische mit dem Grotesken gleichzusetzen, bei Henri Bergson ein Mechanismus, der das Lebendige überdeckt. Theodor Lipps wiederum bestimmt es als „Negation, ein Zunichtewerden in unseren Augen“. Erich Kästner bemerkt ein Missverhältnis in deutscher Literatur und darstellender Kunst: Auf der einen Seite tausende Tragödien, Schauspiele, Erziehungsromane, Meisternovellen, Sonette, Elegien und andererseits nur „eine Handvoll Komödien und Lustspiele [...], ein Quentchen heiterer und frecher Lyrik und schließlich einige Prosameister der Miniatur. Diese Meister nennt man gönnerhaft Vertreter der kleinen Form [...]“  und resümiert einen „auf Heiterkeit verächtlich hinunterblickende[n] Hochmut unserer Dichter und Eckermänner.“

### Freuds Komiktheorie
Sigmund Freuds einflussreiche Schrift Der Witz und seine Beziehung zum Unbewußten beschäftigt sich mit Technik, Tendenzen und Motiven des Witzes, den Lustmechanismen und der Psychogenese des Witzes – aber auch der sozialen Komponente. Ein Kapitel behandelt Die Beziehung des Witzes zum Traum und zum Unbewußten. Dort vergleicht Freud den Witz mit dem Traum: Die Traumbildung steht im Dienst der Unlustersparung. Was im Traum vermummt daherkommt, tritt im Witz offen zutage: Er dient dem Lusterwerb. Halten sich unterdrückte Tendenz und Abwehr die Waage, so gibt die witzige Vorlust durch spielerische Aufhebung von Verdrängungen den Ausschlag zur Entbindung neuer, größerer Lust. „Eine Möglichkeit der Lustentwicklung tritt zu einer Situation hinzu, in welcher eine andere Lustmöglichkeit verhindert ist, so dass diese für sich allein keine Lust ergeben würde; das Ergebnis ist eine Lustentwicklung, die weit größer ist als die der hinzugetretenen Möglichkeit.“ Die psychischen Energien, die sich im Lachen lustvoll entladen, entstammen der Erleichterung des schon bestehenden und der Ersparung an erst noch aufzubietendem Hemmungsaufwand: „Lachen entsteht, wenn ein früher zur Besetzung gewisser psychischer Wege verwendeter Betrag von psychischer Energie unverwendbar geworden ist, so dass er freie Abfuhr erfahren kann.“

### Komiktheorie heute
Aufschlussreich sind die zeitgenössischen Theorien von Helmuth Plessner (Komik als Reaktion auf die Ambivalenz der menschlichen Existenz), Wolfgang Iser („Jede Position lässt die andere kippen“), Robert Gernhardt („Feldtheorie des Komischen“, die vor allem die anarchische Urkraft des Witzes feiert), die Poetik-Vorlesungen von Wilhelm Genazino (Über das Komische) und die zahlreichen komikkritischen Bemerkungen im Werk von Max Goldt („Humor ist eigentlich etwas, was man hat, wenn man alleine ist“). Auch die Satirezeitschrift Titanic hat durch die Hans Mentz Humorkritik ein „Forum der Beobachtung und Theoretisierung der Komikproduktion. […] Insbesondere Gernhardt, Henscheid und Eilert, aber auch andere Autoren, konnten unter diesem Pseudonym Arbeiten ihrer Kollegen und Konkurrenten beurteilen, unfreiwillig komische Fundstücke vorstellen, die deutsche und internationale Komikproduktion bekannt machen und die Funktionsweisen von Komik analysieren.“ (M. F. Erdl)

### Kritik der Komiktheorie
„Komisch ist etwas oder muß es sein, mit dem man – grausamer- und angenehmerweise – nicht fertig wird, schon gar nicht durch eine Theorie“, schreibt Odo Marquard und Klaus Cäsar Zehrer ergänzt: „Nicht nur einzelne wissenschaftliche Arbeiten, die wissenschaftliche Denkweise als solche kommt mit dem Komischen nur schwer zurande. Aus ihrer wesenseigen humorlosen Warte kann sie es nicht anders denn als ‚Problem‘ betrachten.“ Bernd Eilert setzt wissenschaftskritisch hinzu: „Daß Komik allein aus dem Gegensatz, der Unvereinbarkeit, der Entfernung, der Abweichung, der Verweigerung zu erklären sei und von normativen Vorgaben stets abhängig bleibe, ist ein Vorurteil, an dem Theoretiker fest kleben.“

## Formen der Komik
Sprachwitz, Slapstick, Ironie, Parodie, Running Gag – allein die Vielzahl an Begrifflichkeiten verdeutlicht, dass Komik in unterschiedlichsten Formen auftreten kann. Komiktheoretiker wie Theodor Lipps trennen etwa die Situationskomik von der Charakterkomik. Die Ursprünge der Komik liegen laut Lipps somit entweder in den Personen oder in schicksalhaften Situation. Henri Bergson unterscheidet in seinem Werk Le Rire (1900) Komik in Formen, Haltungen, Bewegungen, Charakteren und Situationen.
Für einen systematischen Ansatz ist es erforderlich, geeignete Vergleichsparameter zu finden, anhand derer sich Komik ausdifferenzieren lässt. Komik kann …
- … auf verschiedenen Darstellungsebenen wie z. B. auf körperlicher, visueller Ebene (Slapstick und Sight Gags) oder auf sprachlicher Ebene (Screwball-Dialoge und Sprachwitz) stattfinden.
- … über situative Beziehungen in einem Figurenkollektiv (Situationskomik) oder über die Eigenart einzelner Figuren (Charakterkomik) betrachtet werden.
- … über die Qualität des komischen Umschlages (Pointe) z. B. ins Gegenteil (Ironie) oder z. B. ins Grauenvolle (Schwarzer Humor) beschrieben werden.
- … über wiederkehrende, variierende Schemata innerhalb einer Erzählung (Running Gags) oder den Einsatz genrespezifischer Schemata außerhalb der Erzählung (Parodie) kategorisiert werden.

### Slapstick / Sight Gags
Slapstick ist ein Filmgenre und eine spezielle Form der Filmkomödie. Charakteristisch für den Slapstick sind körperbezogene, wortlose, visuelle Formen der Komik (Sight Gags). Das Genre bildete sich bereits im frühen Kino der Attraktionen heraus und zählt seit der Stummfilmzeit zu einer der wichtigsten Komödiengattungen. Vor allem Schauspieler und Regisseure wie Charlie Chaplin, Buster Keaton, Harold Lloyd, die Marx Brothers, Laurel und Hardy, Karl Valentin oder Jacques Tati zeichnen sich durch diese Form der Komik aus.

### Situationskomik
Situationskomik bezeichnet eine bestimmte Form der Komik, die durch eine zum Lachen reizende Situation entsteht. Laut Henri Bergson entsteht Situationskomik entweder durch mechanische Wiederholungen (Repetition), vertauschte Rollen (Inversion) oder Verwechslungen (Interferenz der Reihen):
„Eine Situation ist immer dann komisch, wenn sie gleichzeitig zwei völlig unabhängige Reihen von Ereignissen angehört und so einen doppelten Sinn hat.“ – Henri Bergson: Le Rire, 1900
Nach Arthur Koestler lebt die Situationskomik von einer Situation, die einen Störmoment enthält, da sie in zwei normalerweise inkompatible assoziative Referenzrahmen eingeordnet werden kann (Bisoziation).” Pointen ergeben sich durch unerwartetes Kippen zwischen zwei unvereinbaren Situationsauslegungen – ein kreativer Akt, da kulturspezifische Schemata neu verknüpft werden. Der unerwartete Kontextwechsel ist dabei entscheidend, wobei die verschiedenen Situationsauslegungen hin und her oszillieren können. Anhand der Wissensstände der Rezipienten und Figuren zu bestimmten Handlungen (Fokalisierung) und den jeweiligen Situationsauslegungen lassen sich verschiedene Formen der Situationskomik unterscheiden.

### Charakterkomik
Komische Figuren wirken oft typenhaft. Für Henri Bergson ist das Typische ein Charakterzug, der sich nicht mehr weiterentwickelt und damit mechanisch wirkt.
„Komisch wirkt jeder Mensch, der automatisch seinen Weg verfolgt, ohne sich um den Kontakt mit den anderen zu bekümmern.“ – Henri Bergson: La Rire, 1900
Somit lassen sich vielleicht zwei komische Grundtypen unterscheiden: Der Blinde / Zerstreute / Trottel, als Opfer des eigenen schematischen Denkens. Und die Figur des Tricksters, die bewusst mit Schemata bricht. Bereits in der attischen Komödie wird zwischen den Figuren alazṓn (über den man lacht) und eirôn (mit dem man lacht) unterschieden.  Erst durch schematisch-eingeschränkte Situationswahrnehmungen (bei der Trottel-Figur) kann es zu gegenseitigem Missverständnis kommen. Trickster können Situationen neu interpretieren und damit kreativ für sich nutzen. So bietet die Charakterkomik zwar eine andere, aber keine widersprüchliche Lesart zur Situationskomik.

### Running Gag
Im Verlauf einer Erzählung können bestimmte Schemata (intratextuell) immer wieder aufgegriffen werden. So kann auf bestimmte repetitive Situationen und Charakter-Ticks (eine Art Leitmotiv) immer wieder Bezug genommen werden, die „unter immer neuen Umständen immer die gleiche Abfolge von sich symmetrisch entsprechenden Ereignissen“ zeigen. Entscheidend bei solchen Running Gags ist nicht allein die Wiederholung, sondern die stetige Neuvariation des bekannten schematischen Ablaufs.

### Parodie
Parodien nutzen intertextuelle Bezüge zur Erzeugung von Komik, d. h., es kommt zum Spiel mit Genre-Konventionen, Stereotypen und Eigenheiten eines Mediums, was ein Kontextwissen zum Verständnis voraussetzt. Anspielungen auf Werke finden statt, die überzeichnet und karikiert werden. So entsteht ein Spiel mit Genre-Klischees bzw. werden Erzähl- und Strukturmuster umgedeutet.